# Blacksphere festival
Blacksphere festival (případně pouze Blacksphere) je mezinárodní audiovizuální a multimediální festival, zaměřený především na propojování uměleckých disciplín (divadlo, výtvarné umění, film, hudba) a na kreativní vzdělávání.
Festival se koná koncem června na různých místech v Rychlebských horách. Každoročně se na něm vyhlašuje ocenění za nejlepší snímek.

## Historie
Blacksphere založila v roce 2021 intermediální umělkyně, režisérka a scenáristka Marie Krajplová. První dva ročníky se konaly v Tančírně v Račím údolí.
Název festivalu odkazuje k pojmu white cube (neboli „bílá kostka“), označujícímu galerijní prostor. Ředitelka festivalu Marie Krajplová vysvětluje: „Pro nás tento pojem představoval sterilitu, odosobnění, odtažení od diváka, a chtěly jsme nabídnout opak. Tak vznikla černá sféra. Přišlo nám, že se dokonale hodí k filmovému prostředí, k přírodě a noci. Jako nová entita, která je rozpínavá, nemá hranice a její hladina umožňuje projekci našich vnitřních životů. Film potřebuje tmu, aby se mohl promítat, a my jako diváci zase do filmu promítáme sami sebe.“

## Témata
Program každého ročníku festivalu je vázán na určité téma. Téma prvního ročníku (2021) znělo „Tma“. Tématem druhého ročníku (2022) byly „Vzpomínky“. Téma třetího ročníku (2023) znělo „Mezi pamětí a historií“. Tématem čtvrtého ročníku (2024) jsou „Tradice a zvyky“. Tématem pátého ročníku (2025) bylo „Řemeslo“. Šestý ročník (2026) bude věnován tématu „Podhoubí“.

## Sekce

### Theater Blacksphere
Divadelní sekce festivalu.

### Movie Blacksphere
Partnerem filmové sekce festivalu je ARAS – Asociace režisérů, scenáristů a dramaturgů.

### Clever Blacksphere
Festival připravuje dílny pro mateřské, základní a umělecké školy. Program vzniká ve spolupráci se společnostmi Binary Code a Bionaut a s popularizačním centrem Přírodovědecké fakulty Univerzity Palackého v Olomouci Pevnost poznání.

### Gallery Blacksphere
Umělecký program pro festival připravuje Galerie Jiřího Jílka (Šumperk) a dětská galerie Sladovna (Písek).